# Нумина
Нумина (Numina) — псевдоним американского эмбиент музыканта, саунд-дизайнера и композитора Джесси Сола (англ. Jesse Sola) из Денвера, штат Колорадо; проект основан в середине 90-х.

## Биография
В начальной школе Джесси проходил курс обучения игры на скрипке, а в средней школе — саксофона. На протяжении 80-х и 90-х Джесси был увлечен нью-эйдж музыкой, нью-вейв, индастриал и шугейз. Самое первое влияние на него оказала музыка Стива Роуча в 1988 году с его релизом «Dreamtime Return», а также творчество Роберта Рича, Видна Обмана, Стефена Филипса и вещание радиошоу Стивена Хилла Heart of Space, программы которого он начал слушать с 80-х. Самым первым электронным инструментом, на которым Джесси играл, был miniMOOG — синтезатор его отца, являющимся профессиональным музыкантом.
Первый альбом Джесси Сола вышел в 2000 году, затем на лейблах Hypnos, Spotted Peccary, Dark Duck Records и Relaxed Machinery были выпущены и другие его проекты с эмбиент композициями. Музыкант самостоятельно выпустил несколько библиотек со звуковыми лупами для Sonic Foundry, разработчика различных программных мультимедиа пакетов.

## Медиа
Музыка Нумины транслировалась на различных популярных радиостанциях, таких как: Hearts of Space, SomaFM, Star’s End, Echoes, DI.FM и так далее, а также вещалась в потоковом режиме в Интернете на StillStream, Pandora и Spotify. Альбом композитора «Broken Stars through Brilliant Clouds» попал в чарт топ-100 радиоротаций Zone Music Reporter (Top 100 Radio Airplay) в 2015 году.

## Структура музыки
В зависимости от выпускаемых альбомов и композиций, формат его музыки может быть определён как интроспективный, эмоциональный или абстрактный, так и идущий от глубокого дарк-эмбиента до мерцающей, «кружащейся» и «развивающейся» космической музыки или звукового ландшафта c элементами дроун-эмбиента. Нумина в своих релизах часто использует минорные аккорды, атмосферные тембры и темы с «обволакивающими» эмбиент волнами.

## Дискография
- Transparent Planet , 2001
- The Haunting Silence, 2001
- Evolving Visions, 2001
- Solace, 2002
- Numina / Stephen Philips — From Within The Abyss, 2002
- IXOHOXI & Numina — Starfarer’s Tale — Vol. 1, 2002
- Trancension — Live 2002 — Volume 3, 2002
- Trancension — Live 2002 — Volume 2, 2002
- Trancension — Live 2002 — Volume 1, 2002
- Live At The Inner Sanctum, 2003
- Numina / Stephen Philips — Outward Appearance, 2003
- IXOHOXI & Numina — Starfarer’s Tales Volume II, 2004
- Sanctuary Of Dreams , 2004
- Numina / Caul — Inside The Hollow Realm, 2004
- Eye Of The Nautilus, 2005
- Ixohoxi / Numina — Megaliths & Monoliths, 2007
- Shift To The Ghost, 2007
- Sound Symbols, 2008
- Numina / Stephen Philips — Descent Of The Falcon, 2008
- Almost Live, 2008
- Dawn of Obscurity, 2011
- Subterranean Landscapes, 2011
- The Deception Of Reality, 2012
- Through The Gate To Nowhere, 2015
- Numina + Zero Ohms — Broken Stars Through Brilliant Clouds, 2015
- The Chroma Plateau, 2018

Синглы
- Recluse
- Lavender Gun — Original Mix, 2021

Сборники
Всего около 20 альбомов.
- Trancension ~ Live 2002 ~ Disc 1, 2005
- Trancension ~ Live 2002 ~ Disc 2, 2005
- Symbiotic Spaces, 2007 и другие[23]

Разное
- Never Realized, 2004